# 塞拉威克 (阿拉斯加州)
塞拉威克（英語：Selawik），是美国阿拉斯加州的一座城市。该市的人口在2000年为772人，2010年有829人。人口在阿拉斯加州排行第32。